# Власенков, Дмитрий Вячеславович
Дмитрий Вячеславович Власенко́в (1 января 1978, Оленегорск, СССР) — российский хоккеист, левый нападающий.

## Биография
Воспитанник оленегорского хоккея. Начал карьеру в 1995 году в составе ярославского «Торпедо», выступая до этого за его фарм-клуб. В следующем году на драфте НХЛ был выбран в 3 раунде под общим 73 номером клубом «Калгари Флэймз». До того как отправиться в Северную Америку, завоевал золотые и дважды бронзовые награды российских первенств.
В сезоне 2000/01 Власенков вместе с клубом «Орландо Солар Беарз» стал победителем Интернациональной хоккейной лиги, однако, так и не получив шанса сыграть в НХЛ, перед началом сезона 2001/02 он принял решение вернуться в Ярославль, с которым в тот же год во второй раз в своей карьере стал обладателем золотых медалей чемпионата России. В следующем сезоне внёс значительный вклад в очередную победу ярославцев в турнире, а спустя два года он в очередной раз стал третьим. В общей сложности в составе ярославского клуба Власенков выступал на протяжении 11 сезонов, набрав за это время 227 (104+123) очков в 474 проведённых матчах.
9 августа 2007 года подписал двухлетний контракт с мытищинским «Химиком», в составе которого в 91 матче он сумел набрать 25 (15+10) очков. 9 декабря 2008 года стал игроком омского «Авангарда», заключив с клубом соглашение до конца года. По окончании дебютного сезона Континентальной хоккейной лиги руководство омского клуба приняло решение продлить срок действия контракта ещё на два года. Всего в составе «Авангарда» Власенков провёл 151 матч, набрав 48 (21+27) очков. 21 ноября 2011 года был командирован в кокшетауский «Арлан», где в 5 матчах набрал 8 (4+4) очков. 6 декабря вернулся в Омск, а уже на следующий день расторг контракт с клубом по обоюдному согласию сторон.
9 декабря Власенков заключил соглашение до конца сезона с череповецкой «Северсталью».

### Сборная
В составе сборной России Дмитрий Власенков принимал участие в юниорском чемпионате Европы 1996 года, на котором он вместе с командой стал обладателем золотых медалей, в 5 матчах набрав 5 (2+3) очков. Также Дмитрий выступал на молодёжных первенствах мира 1997 и 1998 годов, которые принесли ему бронзовые и серебряные награды. В составе взрослой сборной Власенков, начиная с 1998 года, был регулярным участником этапов Еврохоккейтура, где он набрал 9 (5+4) очков в 34 проведённых матчах.

## Достижения
- Чемпион Европы среди юниоров 1996.
- Чемпион России (3): 1997, 2002, 2003.
- Бронзовый призёр чемпионата России (3): 1998, 1999, 2005.
- Бронзовый призёр молодёжного чемпионата мира 1997.
- Серебряный призёр молодёжного чемпионата мира 1998.
- Чемпион IHL 2001.

## Статистика
| Легенда | Легенда                    | Легенда | Легенда                   | Легенда | Легенда    |
| ------- | -------------------------- | ------- | ------------------------- | ------- | ---------- |
| И       | Количество проведённых игр | Штр     | Штрафное время            | +/−     | Плюс-минус |
| Г       | Голы                       | П       | Голевые передачи          | О       | Очки       |
| -       | Статистика неизвестна      | —       | Статистика не учитывалась |         |            |